# Пьерпон (Кальвадос)
Пьерпо́н (фр. Pierrepont) — коммуна во Франции, находится в регионе Нижняя Нормандия. Департамент коммуны — Кальвадос. Входит в состав кантона Фалез-Север. Округ коммуны — Кан.
Код INSEE коммуны — 14502.

## Население
Население коммуны на 2010 год составляло 94 человека.
| 1962 | 1968 | 1975 | 1982 | 1990 | 1999 | 2010 |
| ---- | ---- | ---- | ---- | ---- | ---- | ---- |
| 124  | 112  | 96   | 89   | 92   | 87   | 94   |

## Экономика
В 2010 году среди 60 человек трудоспособного возраста (15—64 лет) 50 были экономически активными, 10 — неактивными (показатель активности — 83,3 %, в 1999 году было 70,5 %). Из 50 активных жителей работали 44 человека (25 мужчин и 19 женщин), безработных было 6 (4 мужчины и 2 женщины). Среди 10 неактивных 2 человека были учениками или студентами, 6 — пенсионерами, 2 были неактивными по другим причинам.